# بگوفینا، دانیلوگراد
بگوفینا (به لاتین: Begovina) یک منطقهٔ مسکونی در مونته‌نگرو است که در شهرداری دانیلوگراد واقع شده‌است. بگوفینا ۲۸۴ نفر جمعیت دارد.